# Alfred Dörffel
Alfred Dörffel (Waldenburg, 24 de gener de 1821 - Leipzig, 22 de gener de 1905), fou un pianista i musicògraf alemany.
Estudià a Leipzig, tenint per mestres a Gunther, Schumann i Mendelssohn, donant-se a conèixer avantatjada ment com a concertista el 1837. Després es dedicà a l'ensenyament i durant molts anys fou col·laborador de la Neue Zeitschift für musik, de Leipzig.
Es autor dels grans catàlegs temàtics de les obres de Schumann i de Mendelssohn.